# Isla de San Andrés (ö i Spanien)
Isla de San Andrés är en ö i Spanien.   Den ligger i provinsen Provincia de Almería och regionen Andalusien, i den sydöstra delen av landet, 400 km söder om huvudstaden Madrid.